# Botlhapatlou
Botlhapatlou è un villaggio del Botswana situato nel distretto di Kweneng, sottodistretto di Kweneng West. Il villaggio, secondo il censimento del 2011, conta 1.223 abitanti.

## Località
Nel territorio del villaggio sono presenti le seguenti 29 località:
- Bobaathebe di 24 abitanti,
- Bokaekanyane di 12 abitanti,
- Chaokeng di 6 abitanti,
- Ditladi di 76 abitanti,
- Gamhemele di 12 abitanti,
- Gamoswaane di 49 abitanti,
- Gamotlhale,
- Gaphiri di 31 abitanti,
- Gasithoiwa di 24 abitanti,
- Itsole,
- Konate di 47 abitanti,
- Legape/Kokonke di 42 abitanti,
- Maphallwane di 167 abitanti,
- Masifinake di 9 abitanti,
- Mmakgabane di 40 abitanti,
- Mmalebolawa di 8 abitanti,
- Mmamonageng di 18 abitanti,
- Mmankgodi Lands di 57 abitanti,
- Mmaphoroka di 71 abitanti,
- Modidime,
- Mopipi di 7 abitanti,
- Motlotswana di 11 abitanti,
- Poaneng di 9 abitanti,
- Rakgamane di 5 abitanti,
- Ramapololo di 17 abitanti,
- Sebesakgama,
- Segatse di 14 abitanti,
- Sekono di 10 abitanti,
- Tlhosi di 20 abitanti